# Åfjord
Åfjord és un municipi situat al comtat de Trøndelag, Noruega. Té 3.272 habitants (2016) i la seva superfície és de 955.09 km².